# نوچه: آخرین مجریان
نوچه: آخرین مجریان (به انگلیسی: Goon: Last of the Enforcers) فیلمی محصول سال ۲۰۱۷ و به کارگردانی جی باروشل است. در این فیلم بازیگرانی همچون شان ویلیام اسکات، الیسون پیل، مارک-آندره گروندین، وایت راسل، کلوم کیت رنی، جی باروشل، جیسون جونز، الیشا کاتبرت، کیم کوتس، لیو شرایبر، جاناتان چری، تی جی میلر، دیوید پیتکاو و تسا بونوم ایفای نقش کرده‌اند.
این فیلم دنباله فیلم نوچه است.